# HD 99945
HD 99945，又名BD+81 373，SAO 1884、HR 4429，是一颗恒星，视星等为6.15，位于銀經126.62，銀緯35.42，其B1900.0坐标为赤經11h 24m 47.9s，赤緯+81° 35.42′ 40″。